# Línea 36 (Dbus)
La línea 36 de Dbus conecta Gros y el centro con las zonas altas de Aldakonea, San Roque y Matía.
Sustituyó a los taxibuses de San Roque y Aldakonea. Fue la primera línea operada con microbuses de la ciudad. Gracias a esta flota, los autobuses pueden acceder a zonas estrechas y empinadas como las anteriormente mencionadas.

## Paradas

### Hacia Matia Zentroa
- Konkorrenea 23
- Aldakonea Gaina
- Nazaret
- Aldakonea Zuhaizti
- Euskadi Plaza 9 41
- Libertad 20 46
- Urbieta 6 19 23 26 31 32 46
- Urbieta 58 21 26 28
- Autonomia
- San Roque 2
- San Roque 12
- San Roque 18
- Beloka 1
- Beloka 15
- Beloka 23
- Lazkano 2
- Lazkano 35
- Lazkano 57 I
- Matia Zentro

### Hacia Konkorrenea 23
- Matia Zentro
- Gurutze Alde I
- Gurutze Alde II
- Gurutze-Heriz 128 18
- Begi Urdinak 18
- Donostizahar 18
- Melodi-Pio Baroja 24 35
- Lazkano 57 II
- Lazkano 41 35
- Lazkano 3 35
- San Roque 65
- San Roque 58
- San Roque 13
- San Roque 7
- Easo Plaza-Amara
- Easo 9 23 31 32 33 37
- Libertad 19 8 31
- Pinares Mirakruz 14 14 29 31 33 46
- Plaza Vasconia 13 14 27 29 31 33 37 46
- Ategorrieta 31
- Jai Alai 8
- Aldapabide 14
- Aldakonea 69
- Aldakonea Alaiondo
- Konkorrenea Parrokia
- Konkorrenea 23